# Alassane Pléa
Alassane Alexandre Pléa (Lille, 10 maart 1993) is een Frans-Malinees voetballer die doorgaans speelt als spits. In juli 2025 verruilde hij Borussia Mönchengladbach voor PSV. Pléa maakte in 2018 zijn debuut in het Frans voetbalelftal.

## Carrière

### Olympique Lyon
Pléa kwam in 2009 via Wasquehal in de jeugdopleiding van Olympique Lyon terecht. Vier jaar later, in 2012 werd de flankspeler overgeheveld naar het eerste elftal. Op 7 oktober 2012 mocht hij van coach Rémi Garde debuteren voor Lyon, toen er met 1–1 gelijkgespeeld werd tegen FC Lorient. In de blessuretijd mocht Pléa aanvaller Bafétimbi Gomis, die namens Lyon gescoord had, vervangen. Op 7 november 2013 scoorde hij in zijn derde wedstrijd in de Europa League zijn eerste en enige doelpunt voor Lyon tegen HNK Rijeka.

### AJ Auxerre
In de winterstop van het seizoen 2013/14 werd hij op huurbasis gestald bij AJ Auxerre. Daar maakte hij op 12 februari 2014 tegen Stade Rennes zijn debuut voor de club. Op 21 maart scoorde hij tegen Créteil-Lusitanos zijn eerste doelpunt voor de club, die uitkwam in de Ligue 2. In totaal scoorde hij drie goals in vijftien competitiewedstrijden.

### OGC Nice
In de zomer van 2014 vertrok Pléa definitief bij Lyon, dat hem verkocht aan OGC Nice. Daar zette hij zijn handtekening onder een verbintenis voor de duur van vier seizoenen. Nice betaalde circa een half miljoen euro voor zijn diensten. Op 16 augustus maakte hij tegen Montpellier zijn debuut voor de club. Hij was direct goed voor de enige treffer van de wedstrijd en daarmee de drie punten. Het was een van drie doelpunten die hij dat seizoen scoorde voor Nice.
Na twee goals en twee assists in zijn eerste vijf wedstrijden, viel hij op 19 september 2015 tegen Bastia uit met een knieblessure, waardoor hij er enkele maanden uitlag. Na vijf maanden blessureleed maakte hij op 14 februari 2016 tegen Olympique Marseille zijn rentree. In de laatste wedstrijd van het seizoen scoorde tweemaal tegen Guingamp, waardoor hij het seizoen eindigde met zes goals in negentien wedstrijden. Met een vierde plek in de Ligue 1, plaatste Nice zich voor de voorrondes van de Europa League.
Het seizoen 2016/17 betekende zijn definitieve doorbraak. Hij scoorde veertien keer in alle competities, waaronder een hattrick tegen FC Metz op 23 oktober. Drie dagen daarvoor scoorde hij tegen Red Bull Salzburg zijn eerste internationale doelpunt voor Nice. Hij vormde een sterk spitsenduo met Mario Balotelli, die zeventien goals scoorde. Op 20 februari 2017 moest hij aan zijn knie geopereerd worden, waardoor hij zijn laatste wedstrijd van het seizoen al gespeeld had. Op dat moment was hij topscorer van OGC Nice en vijfde in de Ligue 1-topscorerslijst met elf goals. Mede door zijn goals eindigde Nice dat seizoen als derde, wat kwalificatie voor de voorrondes van de Champions League betekende.
In die voorrondes rekende Nice over twee wedstrijden af met Ajax, Pléa maakte in die wedstrijd na vijf maanden zijn rentree. In de vorige ronde was Napoli te sterk, waardoor Nice opnieuw de Europa League in ging, en pakte Pléa bovendien een rode kaart. In de Europa League scoorde Pléa op 28 september tweemaal in een 3-0 overwinning op Vitesse. Op 11 maart 2018 scoorde hij liefst viermaal in een 5-2 overwinning op Guingamp. In totaal was hij goed voor 21 goals en zes assists in 49 wedstrijden, waardoor hij aan het einde van het seizoen werd beloond met zijn enige wedstrijd voor het Franse nationale elftal.
In totaal speelde Pléa vier seizoenen voor OGC Nice, waarin hij 135 wedstrijden speelde. Hij kwam daarin tot 47 doelpunten en dertien assists.

### Borussia Mönchengladbach
In de zomer van 2018 maakte de spits de overstap naar Borussia Mönchengladbach, dat 23 miljoen euro neerlegde voor hem. In Duitsland tekende hij voor vijf jaar. Pléa debuteerde op 19 augustus in de DFB-Pokal tegen BSC Hastedt met een hattrick in een 1-11 overwinning. Een week later maakte hij zijn Bundesliga-debuut tegen Bayer Leverkusen. Weer een week later scoorde hij tegen FC Augsburg zijn eerste competitiedoelpunt voor Gladbach. Op 10 november scoorde hij een hattrick in een 3-1 overwinning op Werder Bremen. Hij eindigde het seizoen met vijftien goals in alle competities als clubstopscorer. Gladbach eindigde als vijfde en ging Europa League-voetbal spelen.
Met de komst van Marcus Thuram in de zomer van 2019 was een gevaarlijk Frans duo geboren. Beide spitsen scoorde tien Bundesliga-doelpunten in hun eerste seizoen samen en Pléa gaf daarnaast ook nog elf assists. Mede daardoor eindigde Borussia Mönchengladbach vierde en kon Pléa in het volgende seizoen zijn Champions League-debuut maken. Dat deed hij op 21 oktober 2020 tegen Internazionale. Op 3 november scoorde hij tegen Sjachtar Donetsk (6-0 winst) een hattrick in de CL, zijn eerste drie doelpunten in die competitie. Een maand later scoorde hij twee goals tegen Inter, hoewel die wedstrijd met 2-3 verloren werd. Door een 2-0 overwinning op Real Madrid werd Gladbach tweede in die poule, waarna Manchester City in de achtste finale te sterk was.
Nadat hij in de eerste 23 speelrondes van het seizoen 2021/22 slechts vier goals had gemaakt, eindigde hij het seizoen sterk met zes goals en vier assists in de laatste elf wedstrijden. Hij begon het seizoen 2022/23 met vier assists in de bekerwedstrijd tegen SV Oberachern en twee assists in de competitieopener tegen 1899 Hoffenheim, maar scoorde dat seizoen slechts tweemaal. Wel was hij goed voor veertien assists. Aan het eind van het seizoen vertrok Thuram, die 21 keer een goal maakte uit een assist van Pléa of andersom, naar Inter.
Op 21 januari 2024 was Pléa tegen FC Augsburg voor het eerst aanvoerder van Borussia Mönchengladbach, bij afwezigheid van vaste captain Julian Weigl. Hij was dat seizoen goed voor zeven goals en vijf assists. In november 2024 verlengde Pléa zijn aflopende contract met nog een seizoen. Op 15 maart 2025 was hij goed voor een hattrick en één assist in een 4-2 overwinning op Werder Bremen. Pléa speelde in totaal zeven seizoenen voor Borussia Mönchengladbach, waarin hij goed was voor 68 goals en 53 assists in 236 wedstrijden. Hij kon in de Bundesliga uitstekende cijfers overleggen: hij kwam tot 58 goals en 38 assists in de Bundesliga. In dezelfde periode kwamen slechts zes spelers tot meer goalcontributies dan hij (96): Robert Lewandowski (153), Andrej Kramarić (130), Thomas Müller (123), Serge Gnabry (103), Julian Brandt (100) en Marco Reus (98).

### PSV
Op 17 juli 2025 maakte PSV bekend dat het Pléa voor circa drie miljoen euro had overgenomen van Borussia Mönchengladbach. Hij tekende voor drie seizoenen en kreeg rugnummer 14. In Eindhoven ging Pléa concurreren met Ricardo Pepi om de plek van eerste spits van PSV, na het transfervrije vertrek van Luuk de Jong. Pléa maakte zijn debuut voor PSV in de met 2–1 gewonnen wedstrijd om de Johan Cruijff Schaal tegen Go Ahead Eagles.

## Clubstatistieken
| Seizoen | Club                     | Competitie | Competitie | Competitie | Beker | Beker | Internationaal | Internationaal | Totaal | Totaal |
| Seizoen | Club                     | Competitie | Wed.       | Dlp.       | Wed.  | Dlp.  | Wed.           | Dlp.           | Wed.   | Dlp.   |
| ------- | ------------------------ | ---------- | ---------- | ---------- | ----- | ----- | -------------- | -------------- | ------ | ------ |
| 2012/13 | Olympique Lyon           | Ligue 1    | 1          | 0          | 0     | 0     | 2              | 0              | 3      | 0      |
| 2013/14 | Olympique Lyon           | Ligue 1    | 6          | 0          | 0     | 0     | 3              | 1              | 9      | 1      |
| 2013/14 | → AJ Auxerre             | Ligue 2    | 15         | 3          | 1     | 0     | —              | —              | 16     | 3      |
| 2014/15 | OGC Nice                 | Ligue 1    | 33         | 3          | 2     | 0     | —              | —              | 35     | 3      |
| 2015/16 | OGC Nice                 | Ligue 1    | 19         | 6          | 0     | 0     | —              | —              | 19     | 6      |
| 2016/17 | OGC Nice                 | Ligue 1    | 25         | 11         | 2     | 2     | 5              | 1              | 32     | 14     |
| 2017/18 | OGC Nice                 | Ligue 1    | 35         | 16         | 3     | 1     | 11             | 4              | 49     | 21     |
| 2018/19 | Borussia Mönchengladbach | Bundesliga | 34         | 12         | 1     | 3     | —              | —              | 35     | 15     |
| 2019/20 | Borussia Mönchengladbach | Bundesliga | 27         | 10         | 1     | 0     | 5              | 0              | 33     | 10     |
| 2020/21 | Borussia Mönchengladbach | Bundesliga | 29         | 6          | 2     | 1     | 8              | 5              | 39     | 12     |
| 2021/22 | Borussia Mönchengladbach | Bundesliga | 33         | 10         | 3     | 0     | —              | —              | 36     | 10     |
| 2022/23 | Borussia Mönchengladbach | Bundesliga | 29         | 2          | 2     | 0     | —              | —              | 31     | 2      |
| 2023/24 | Borussia Mönchengladbach | Bundesliga | 27         | 7          | 3     | 0     | —              | —              | 30     | 7      |
| 2024/25 | Borussia Mönchengladbach | Bundesliga | 30         | 11         | 2     | 1     | —              | —              | 32     | 12     |
| 2025/26 | PSV                      | Eredivisie | 1          | 0          | 1     | 0     | 0              | 0              | 2      | 0      |
| Totaal  | Totaal                   | Totaal     | 282        | 81         | 23    | 8     | 34             | 11             | 339    | 100    |

Bijgewerkt op 12 augustus 2025.

## Interlandcarrière
Pléa maakte deel uit van alle Franse nationale jeugdelftallen vanaf Frankrijk –18. Hij haalde met Frankrijk –19 de halve finale van het EK –19 van 2012. De aanvaller maakte op 20 november 2018 zijn debuut in het Frans voetbalelftal. Een vriendschappelijke wedstrijd tegen Uruguay werd met 1–0 gewonnen door een benutte strafschop van Olivier Giroud. Pléa moest van bondscoach Didier Deschamps op de reservebank beginnen en hij viel tien minuten voor tijd in voor Karim Benzema. De andere Franse debutant dit duel was Ferland Mendy (Olympique Lyon).
| Interlands van Alassane Pléa voor Frankrijk | Interlands van Alassane Pléa voor Frankrijk | Interlands van Alassane Pléa voor Frankrijk | Interlands van Alassane Pléa voor Frankrijk | Interlands van Alassane Pléa voor Frankrijk | Interlands van Alassane Pléa voor Frankrijk |
| №                                           | Datum                                       | Wedstrijd                                   | Uitslag                                     | Competitie                                  | Goals                                       |
| Als speler bij Olympique Lyon               | Als speler bij Olympique Lyon               | Als speler bij Olympique Lyon               | Als speler bij Olympique Lyon               | Als speler bij Olympique Lyon               | Als speler bij Olympique Lyon               |
| ------------------------------------------- | ------------------------------------------- | ------------------------------------------- | ------------------------------------------- | ------------------------------------------- | ------------------------------------------- |
| 1                                           | 20 november 2018                            | Frankrijk – Uruguay                         | 1 – 0                                       | Vriendschappelijk                           |                                             |

## Erelijst
| Competitie           | Aantal | Jaren |
| PSV                  | PSV    | PSV   |
| -------------------- | ------ | ----- |
| Johan Cruijff Schaal | 1      | 2025  |